# Dad - Papà
Dad - Papà (Dad) è un film del 1989 diretto da Gary David Goldberg.

## Trama
John Tremont, quarantenne brillante manager di Wall Street, divorziato con un figlio bizzarro, Billy, da almeno due anni non va a trovare i suoi anziani genitori che vivono in California. Quando la sorella Annie lo avverte che la madre Bette è stata ricoverata in ospedale per un infarto, John parte subito per visitarla. Bette è una donna molto forte e decisa, che non vuole riconoscere di essere seriamente malata, anche se per John sono le condizioni del padre Jake, un ex operaio ultrasettantenne, che appaiono più preoccupanti.
Abituato a lasciarsi dominare e accudire dalla moglie autoritaria, ora sembra caduto in uno stato triste di inerzia, così John decide di restare un po' di tempo con lui, spronandolo ad occuparsi della pulizia della casa, degli acquisti e dei suoi hobby preferiti. Jake Tremont riacquista presto energia e gioia di vivere, specie quando Bette torna a casa guarita ed il nipote Billy lo conforta con la sua presenza, ma dopo un breve periodo sereno, improvvisamente Jake deve subire una grave operazione, apprendendo dal suo medico, il dottor Santana, di essere affetto da cancro. Lo choc causato dalla terribile notizia gli provoca gravissime conseguenze che lo riducono in coma, così John lo affida al dott. Chad, che lo cura abilmente.
Jake si riprende, anche per merito dell'assidua e affettuosissima assistenza di John, che è andato a vivere in ospedale con lui. Quando Jake torna a casa, è felice e allegro come un bambino, nonostante i suoi 78 anni, indossa abiti stravaganti e coloratissimi, e vuol divertirsi. Bette non riconosce più in lui l'amato marito, sempre docile ai suoi ordini e che ora insiste per fare l'amore con lei e perfino per ballare. Ma il fatto più importante è per Bette la scoperta che da molti anni Jake si rifugia segretamente in un'esistenza immaginaria e consolatoria: crede infatti di vivere con lei in una bella fattoria, insieme a 4 figli, e ora le parla spesso di questa vita in campagna. Mentre lo psicologo spiega a Bette che Jake rischia di rifugiarsi per sempre nei suoi sogni, uscendo completamente dalla realtà, John la rimprovera aspramente per la sua incomprensione verso il marito.
Jake viene di nuovo attaccato dal cancro e presto muore serenamente, dopo un lungo colloquio col figlio. Al funerale, figlio e nipote indossano i suoi vestiti coloratissimi, lo ricordano con tenerezza, e si sentono più vicini e più indulgenti. Bette resterà a vivere con Annie e con suo marito Mario, mentre John riparte per tornare al lavoro, ma ora la famiglia è più unita.